# Adine Engelman
Adine Engelman (Rotterdam, 12 augustus 1937 – Haarlem, 7 december 2015) was een Nederlands beeldhouwer, schilder en tekenaar.

## Leven en werk
Adriaan of Aad Engelman werd geboren als een zoon van broodbakker Antoon Engelman en Adriana Bakker. Vanaf circa 1969 ging Engelman als vrouw door het leven, met als voornaam Adine.
Engelman werd opgeleid aan de Academie van Beeldende Kunsten en Technische Wetenschappen (1960-1963) in Rotterdam. Hij studeerde verder aan de nieuwe Academie '63 (1963-1965) in Haarlem en werkte het eerste schooljaar op een atelier onder leiding van Ger Lataster. In 1964 ontving hij een academieprijs van 500 gulden. Hij vestigde zich in dat jaar in Haarlem.
Engelman maakte geometrisch abstracte composities, zowel op het platte vlak als driedimensionaal. In 1968 exposeerde Engelman met Kiek Bak bij Pictura in Groningen. Naar aanleiding daarvan schreef kunstcriticus Rommert Boonstra: "Adriaan Engelman is een schilder die de wegen der directheid bewandelt. Hij vult forse doeken met kleurige, dik aangebrachte vlakken en strepen. De kleur is hoofdzaak. Herkenbare vormen ontbreken." In 1972 ontving Adine Engelman een stipendium van het Ministerie van Cultuur, Recreatie en Maatschappelijk Werk. Ze had onder meer solo-exposities in de Wetering galerie in Amsterdam (1976), in de tuin van Beeckestijn in Velsen-Zuid (1978), in de Vleeshal (1981) in Haarlem en het Kunstcentrum Delft (1987). Ze was lid van de Nederlandse Kring van Beeldhouwers, De Groep Haarlem en de Beroepsvereniging van Beeldende Kunstenaars.
Engelman trok zich op het eind van haar leven terug uit het sociale leven. Ze overleed op 78-jarige leeftijd in haar huisje in De Eenhoorn.

## Enkele werken
- 1967 Draaibare vorm, Engelandlaan, Haarlem.
- 1973 Verdrongen levensbesef, hal stadskantoor Schiedam.[7]
- 1977 Japanse krijger, Sluispad (tuin Het Behouden Hof), Wormerveer.
- ca. 1992 Groep Piramiden. In 2018 geplaatst in het Burgemeester Reinaldapark, Haarlem.[8]

## Werk in openbare collecties (selectie)
- Chabot Museum
- Frans Hals Museum
- Stedelijk Museum Schiedam

- RKD-Nederlands Instituut voor Kunstgeschiedenis: 26306